# Waaklama

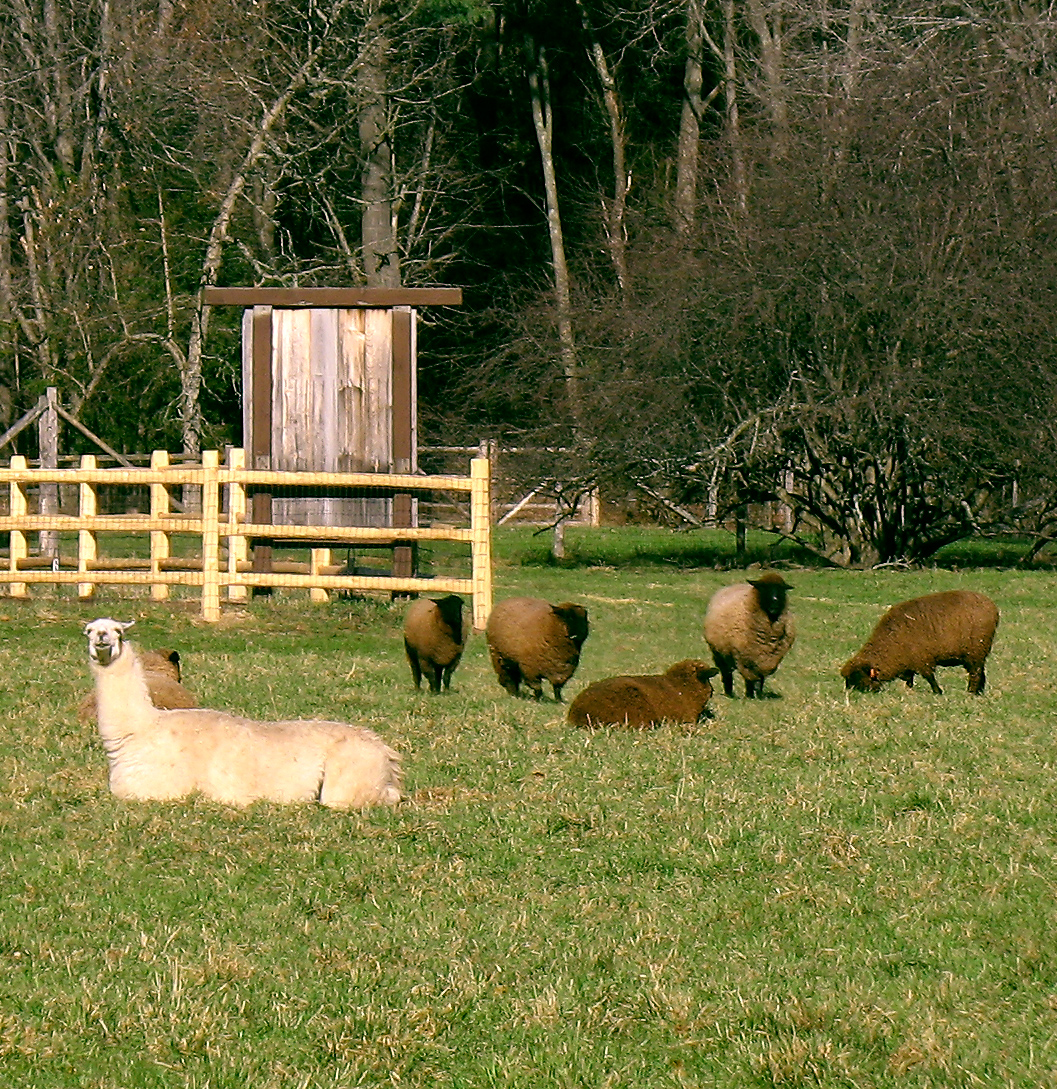
Een waaklama bewaakt een kudde schapen

Een waaklama is een lama die wordt ingezet bij de bewaking van eigendommen. Meestal gaat het om het beschermen van kuddes vee tegen roofdieren zoals coyotes of honden. De waaklama graast samen met de dieren die hij beschermt. Typisch wordt een enkele gecastreerde mannetjeslama van minstens twee jaar oud gebruikt. Vrouwtjes zijn te waardevol, en ongecastreerde mannetjes zouden het vee vaker verwonden.
Waaklama's kunnen de aandacht vestigen op een indringer door een alarmerende roep te laten horen. Ze kunnen naar een indringer toe lopen of rennen, en hem achtervolgen, naar hem uithalen of schoppen. Sommige lama's kunnen zoals een herdershond de kudde bij elkaar brengen en van het gevaar wegleiden. Hoewel bekend is dat lama's roofdieren kunnen doden, zijn ze niet bedoeld voor de aanval. Ze zijn in het algemeen slechts effectief tegen enkelvoudige indringers, niet tegen hele roedels.
De effectiviteit van waaklama's is het meest onderzocht bij schapen. Uit onderzoek blijkt dat ongeveer 80% van de schapenhouders met waaklama's ze beschouwen als effectief. Het percentage schapen dat aan roofdieren ten prooi valt, daalt volgens een onderzoek van 21% naar 7% met de introductie van een waaklama, terwijl uit een ander onderzoek blijkt dat de helft van de waaklama's verliezen door roofdieren volledig elimineert.